# Toile cirée (album)
Pour les articles homonymes, voir Toile cirée (homonymie).
Albums de Tom Novembre
Version pour doublage
(1982) L'insecte
(1985)
Toile cirée est le deuxième album du chanteur/comédien Tom Novembre sorti en 1983.

## Liste des titres
| No  | Titre                                             | Durée |
| --- | ------------------------------------------------- | ----- |
| 1.  | Parcours santé                                    | 3:25  |
| 2.  | Rockin' brasserie                                 | 3:49  |
| 3.  | Mais elle restait chez elle (Elle disait)         | 3:00  |
| 4.  | Collections                                       | 3:27  |
| 5.  | Tout mou, tout dégonflé                           | 4:05  |
| 6.  | Garage paradis (Bricoleur)                        | 3:20  |
| 7.  | Rupture de contrat (cause de tout, cause de rien) | 3:30  |
| 8.  | Bavards                                           | 3:28  |
| 9.  | Cocktails party                                   | 4:20  |
| 10. | L'appel du vide                                   | 3:20  |

## Musiciens
- Bernard Monnot : basse, guitare
- Neal Murd : batterie
- Charlélie Couture : guitare, clavier, harmonica, chœurs
- Jerry Lipkins : clavier, percussion
- Tom Novembre : piano

## Production
- Ingénierie son et mixage : Patrick Droguet